# Michaela Kaniber
Michaela Kaniber (Bad Reichenhall, 14 de septiembre de 1977) es una política alemana de la Unión Social Cristiana de Baviera (CSU). Ha sido miembro del Parlamento Regional Bávaro desde 2013 y Ministra de Alimentación, Agricultura y Silvicultura de Baviera desde 2018. El turismo también se añadió a su ministerio en noviembre de 2023 como parte del Tercer Gabinete Söder.
Kaniber tiene la reputación de ser una "susurradora agrícola". Durante las protestas de los agricultores a finales de 2023 y principios de 2024, se la consideró una mediadora entre la agricultura y la política. Hizo hincapié en la importancia de la sostenibilidad y la creación de valor regional en la política agrícola.

## Biografía
Kaniber, de soltera Brekalo, nació en Bad Reichenhall. Sus padres, croatas étnicos, llegaron a Alemania Occidental como trabajadores invitados de Herzegovina (en ese momento, parte de Yugoslavia) a Bad Reichenhall. Su padre es del pueblo de Gornja Prisika (ahora en Bosnia y Herzegovina), y su madre de Aržano (ahora Croacia). Completó la formación profesional en consultoría fiscal y empresarial y trabajó en una oficina de impuestos local de 1996 a 2004, y en el negocio de catering de su familia de 2005 a 2013. Kaniber conoció a su futuro esposo, Thomas, a los 17 años. Se casaron cuando ella tenía 20 años y tienen tres hijos. Ella vive en Bayerisch Gmain.

## Carrera política
Después de una queja sobre una ley de educación infantil ante un representante político de su región, este le preguntó si estaba interesada en la política. Kaniber es responsable de la juventud desde 2006 y consejera municipal de Bayerisch Gmain desde 2008. De 2011 a 2013 fue presidenta de la asociación local de la CSU en Bayerisch Gmain, desde 2011 es presidenta distrital de la CSU en Berchtesgadener Land, cuya secretaria fue de 2007 a 2011. Ese mismo año fue elegida miembro de la junta de distrito de la CSU de Alta Baviera. Desde 2014 es consejera de distrito en Berchtesgadener Land. Es miembro de la Unión de Mujeres de la CSU.
De 2008 a 2013, fue asesora del distrito electoral del diputado del parlamento regional Roland Richter y luego se postuló para el parlamento estatal bávaro en 2013; se convirtió en sucesora de Richter en el distrito electoral de Berchtesgadener Land con un 51,19 % de los votos. Fue miembro de los Comités de Trabajo y Asuntos Sociales, Juventud, Familia e Integración, así como de Ciencia y Arte.
El 21 de marzo de 2018, fue nombrada ministra de Agricultura en el gabinete del ministro-presidente Markus Söder. En las elecciones estatales de 2018, volvió a obtener el mandato directo en la circunscripción de Berchtesgadener Land y fue el 12 de noviembre del mismo año fue confirmada en su cargo ministerial dentro del Segundo Gabinete Söder. También en las elecciones estatales de 2023, volvió a obtener el mandato directo en la circunscripción de Berchtesgadener Land y el 31 de octubre de 2023 fue nuevamente confirmada en su cargo ministerial en el Tercer Gabinete Söder. Además, su ministerio se amplió para incluir la responsabilidad del turismo.